# Viljo Heino

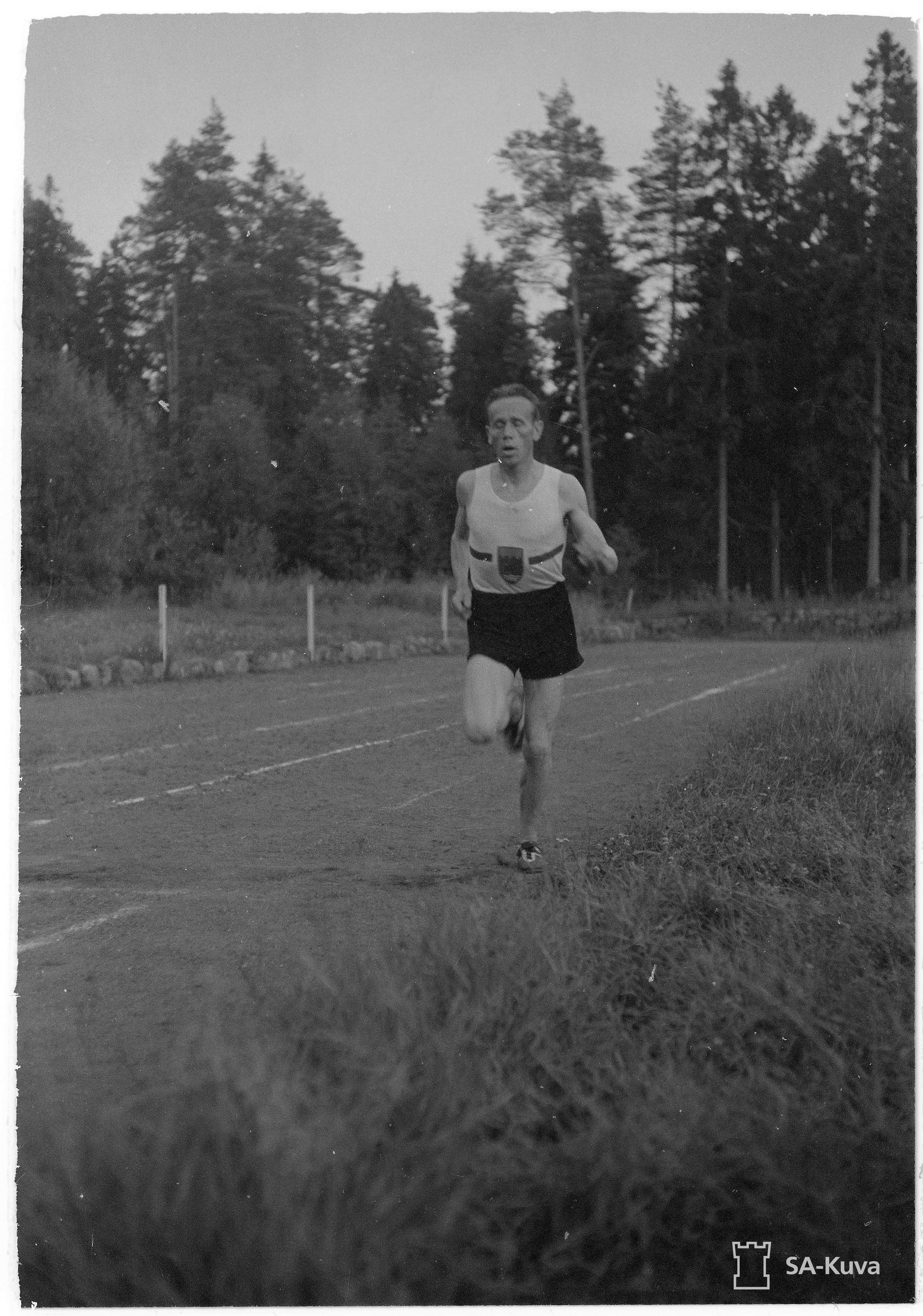

Viljo ("Ville") Akseli Heino, född 1 mars 1914 i Itis, Finland, död 15 september 1998 i Tammerfors, Finland, var en finländsk löpare som innehade världsrekord på 10 000 meter under perioden 25 augusti 1944–11 juni 1949 och sedan återigen under perioden 1 september 1949–22 oktober samma år. Han utsågs till årets manlige idrottare i Finland 1949.
Vid olympiska sommarspelen 1948 i London tävlade han för Finland på 10 000 meter samt i maratonlöpning. Han vann också Sylvesterloppet i São Paulo 1949.

### Fotnoter
1. ↑  ”Athletics - World Progression - Men - 10000m”. IOK. 30 maj 2005. Arkiverad från originalet den 9 april 2008. https://web.archive.org/web/20080409154953/http://multimedia.olympic.org/pdf/en_report_69.pdf. Läst 31 maj 2008.
2. ↑  . http://www.time.com/time/magazine/article/0,9171,888423-2,00.html. Arkiverad 24 oktober 2012 hämtat från the Wayback Machine. ”Arkiverade kopian”. Arkiverad från originalet den 24 oktober 2012. https://web.archive.org/web/20121024100108/http://www.time.com/time/magazine/article/0,9171,888423-2,00.html. Läst 20 februari 2014.
3. ↑  ”1940” (på portugisiska). Sylvesterloppet. Arkiverad från originalet den 25 februari 2014. https://web.archive.org/web/20140225142805/http://www.saosilvestre.com.br/1940. Läst 20 februari 2014.